# Leynes
Leynes ist eine französische Gemeinde mit 506 Einwohnern (Stand: 1. Januar 2022) im Département Saône-et-Loire in der Region Bourgogne-Franche-Comté. Die Gemeinde ist Teil des Arrondissements Mâcon und Teil des Kantons La Chapelle-de-Guinchay. Die Einwohner werden Leynois genannt.

## Geografie
Leynes liegt in der Landschaft Beaujolais, im Weinbaugebiet Bourgogne; hier wird aus den Trauben vor allem der Crémant de Bourgogne produziert. 
Umgeben wird Leynes von den Nachbargemeinden Chasselas im Norden, Fuissé im Osten und Nordosten, Chaintré im Osten, Chânes im Südosten, Saint-Vérand im Süden, Pruzilly im Westen und Südwesten sowie Cenves im Westen und Nordwesten.

## Bevölkerungsentwicklung
| Jahr                      | 1962 | 1968 | 1975 | 1982 | 1990 | 1999 | 2006 | 2011 | 2016 |
| ------------------------- | ---- | ---- | ---- | ---- | ---- | ---- | ---- | ---- | ---- |
| Einwohner                 | 471  | 472  | 420  | 438  | 468  | 503  | 487  | 494  | 524  |
| Quelle: Cassini und INSEE |      |      |      |      |      |      |      |      |      |

## Sehenswürdigkeiten

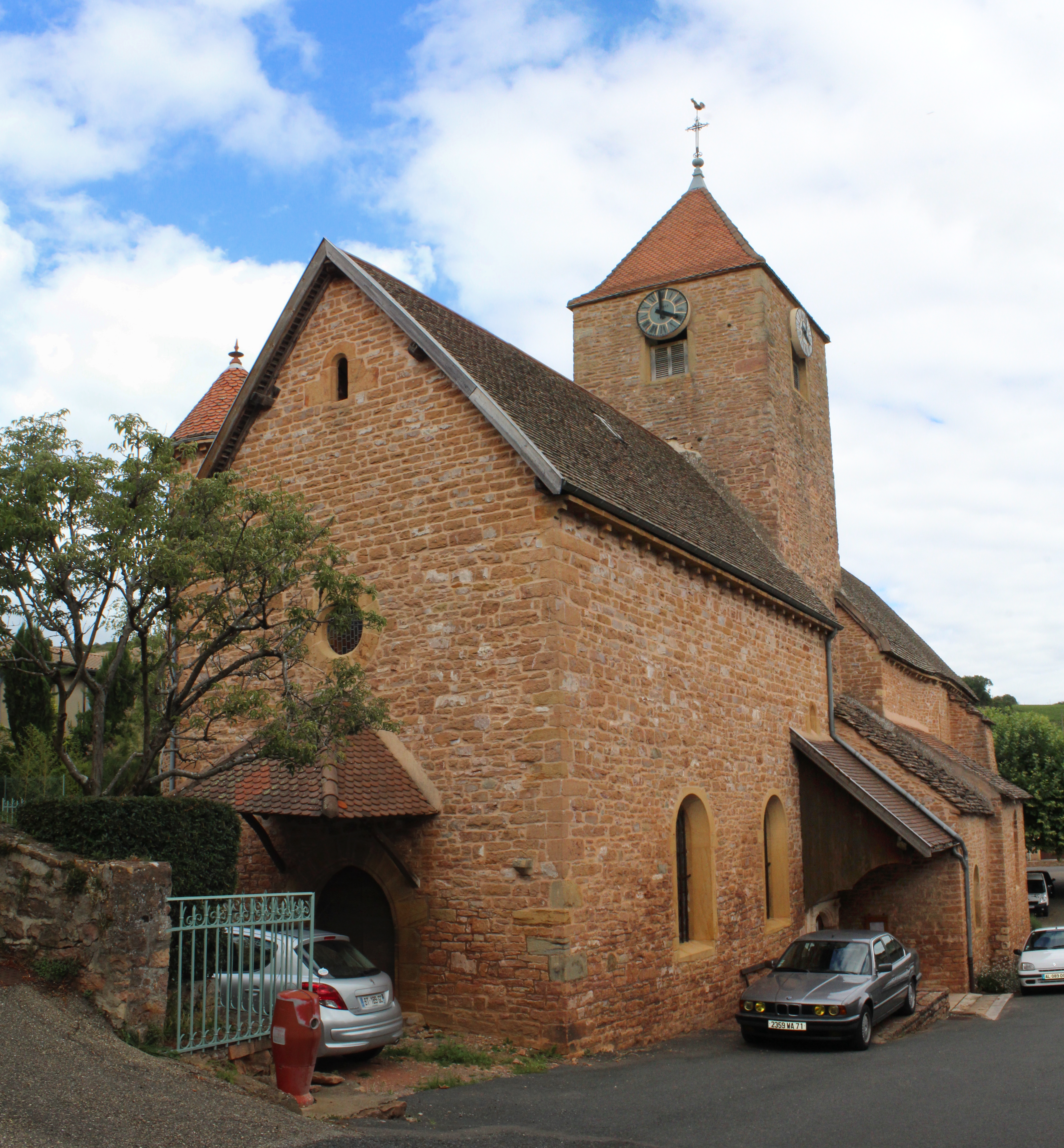
Kirche Saint-Vital
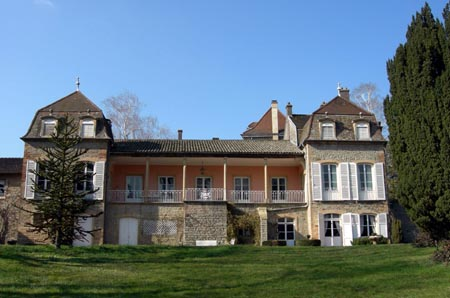
Schloss Les Correaux aus dem 18. Jahrhundert
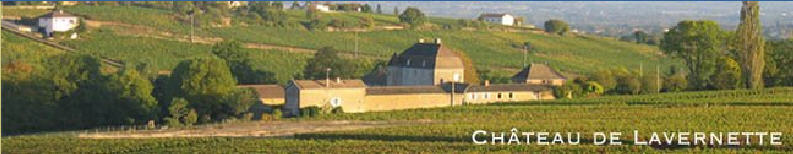
Schloss Lavernette
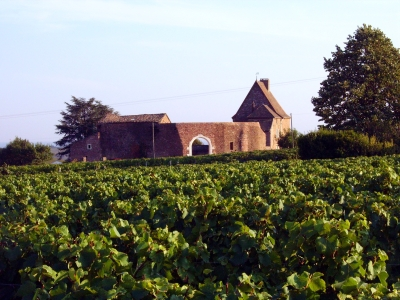
Burg Leynes von 1423

- Kirche Saint-Vital
- Schloss Les Correaux
- Schloss Lavernette
- Burg Leynes